# Isopor (álbum)
Isopor é o quinto álbum da banda brasileira de rock alternativo Pato Fu, lançado em 1999. Assim como o álbum anterior, conta com a produção de Dudu Marote. A capa do disco mostra as faces dos quatro integrantes do grupo dispostas em forma de cruz e em meio a bolas de isopor.
A canção "Olimpíadas 2000",  composta como música-tema da Rede Globo para os Jogos Olímpicos de Sydney, entrou como faixa bônus em alguns álbuns com tiragem limitada.

## Faixas
1. "Made in Japan" (Robinson Moshi/John Ulhoa)
2. "Isopor" (John Ulhoa)
3. "Depois" (John Ulhoa)
4. "Um Ponto Oito" (John Ulhoa)
5. "Imperfeito" (John Ulhoa)
6. "Morto" (John Ulhoa)
7. "O Filho Predileto do Rajneesh" (Rubinho Troll)
8. "Perdendo Dentes" (John Ulhoa/Fernanda Takai)
9. "Saudade" (Gerson Freire/Fernanda Takai)
10. "O Prato do Dia" (John Ulhoa)
11. "Quase" (John Ulhoa)
12. Faixa interativa

## Integrantes
- Fernanda Takai: voz principal (exceto "Morto" e "Quase"), guitarra base (em "Imperfeito");
- John Ulhoa: voz principal (em "Morto" e "Quase"), guitarras, violões e teclados; batidas (em "Made in Japan", "Isopor", "Depois", "Morto" e "Um Ponto Oito"), baixo eletrônico (em "Isopor" e "Quase"), voz distorcida em "Um Ponto Oito" e voz "blackjap" em "Made in Japan";
- Xande Tamietti: bateria, percussão;
- Ricardo Koctus: baixo, E-Bow (em "Isopor").